# Тім Віллубі
Тім Віллубі (англ. Tim Willoughby, 24 червня 1954 — 9 січня 2008) — австралійський академічний веслувальник.
Бронзовий призер Олімпійських Ігор 1984 року в складі вісімки, учасник 1980 року.
Бронзовий призер Чемпіонату світу 1983 року в складі вісімки.